# Caledoniscincus aquilonius
Caledoniscincus aquilonius — вид сцинкоподібних ящірок родини сцинкових (Scincidae). Ендемік Нової Каледонії.

## Поширення і екологія
Caledoniscincus aquilonius поширені на території Північної провінції Нової Каледонії, на північ від комуни Понеріуан, зокрема на острівці Янде. Вони живуть в лісовій підстилці вологих рівнинних і гірських тропічних лісів, на висоті до 1000 м над рівнем моря. Ведіть денний, наземний спосіб життя.

## Збереження
МСОП класифікує стан збереження цього виду як близький до загрозливого. Caledoniscincus aquilonius загрожує знищення природного середовища та хижацтво з боку інтродукованих щурів, кішок і мурах Wasmannia auropunctata.